# Herb Pragi

Herb Pragi

Herb z okresu komunistycznego

Herb Pragi – znak heraldyczny, reprezentujący Pragę – stolicę Czech. Herb przedstawia na tarczy w polu czerwonym złote, blankowane srebrem mury miejskie z trzema złotymi basztami nakrytymi złotymi dachami, z czarnymi oknami. W otwartej bramie z uniesioną broną znajduje się srebrna uzbrojona ręka z mieczem.
W wersji wielkiej, tarczę herbową trzymają dwa srebrne koronowane lwy z rozdwojonymi ogonami. Pod tarczą na postumencie z liści lipy na czerwonej wstędze dewiza w języku łacińskim "Praga Caput Rei publicae ". Na tarczy trzy hełmy turniejowe z koronami z których spływają labry czerwono-złote. Głównym klejnotem jest lew czeski a prawym i lewym klejnotem są flagi (11 z prawej i 12 z lewej strony) w barwach praskich dzielnic.
Herb w obecnej wersji przyjęty został 21 lutego 1991 roku.

## Historyczne herby Pragi
Pierwotnym herbem Pragi (Starego Miasta) z ok. 1264 roku były srebrne mury miejskie z trzema basztami w polu czerwonym.
W 1462 roku cesarz Fryderyk III zmienił na złotą barwę murów miejskich i baszt.
Cesarz Ferdynand III w 1649 roku umieścił w herbie rękę zbrojną.
W latach 1784–1918 obowiązywał herb z habsburskimi dodatkami – czarnym dwugłowym orłem i cesarskimi cyframi.
W roku 1927 przyjęto nową wersję herbu, czeskiemu lwu w klejnocie nałożono na pierś tarczkę z ówczesnym herbem Słowacji, którą usunięto w okresie 1939-1945. Dodano też dewizę na "Praha matka měst".
Herb w wersji z 1927 roku obowiązywał do 1964 roku kiedy to lwu nałożono nowy herb Słowacji i usunięto koronę, nadając w to miejsce czerwoną pięcioramienną gwiazdę.

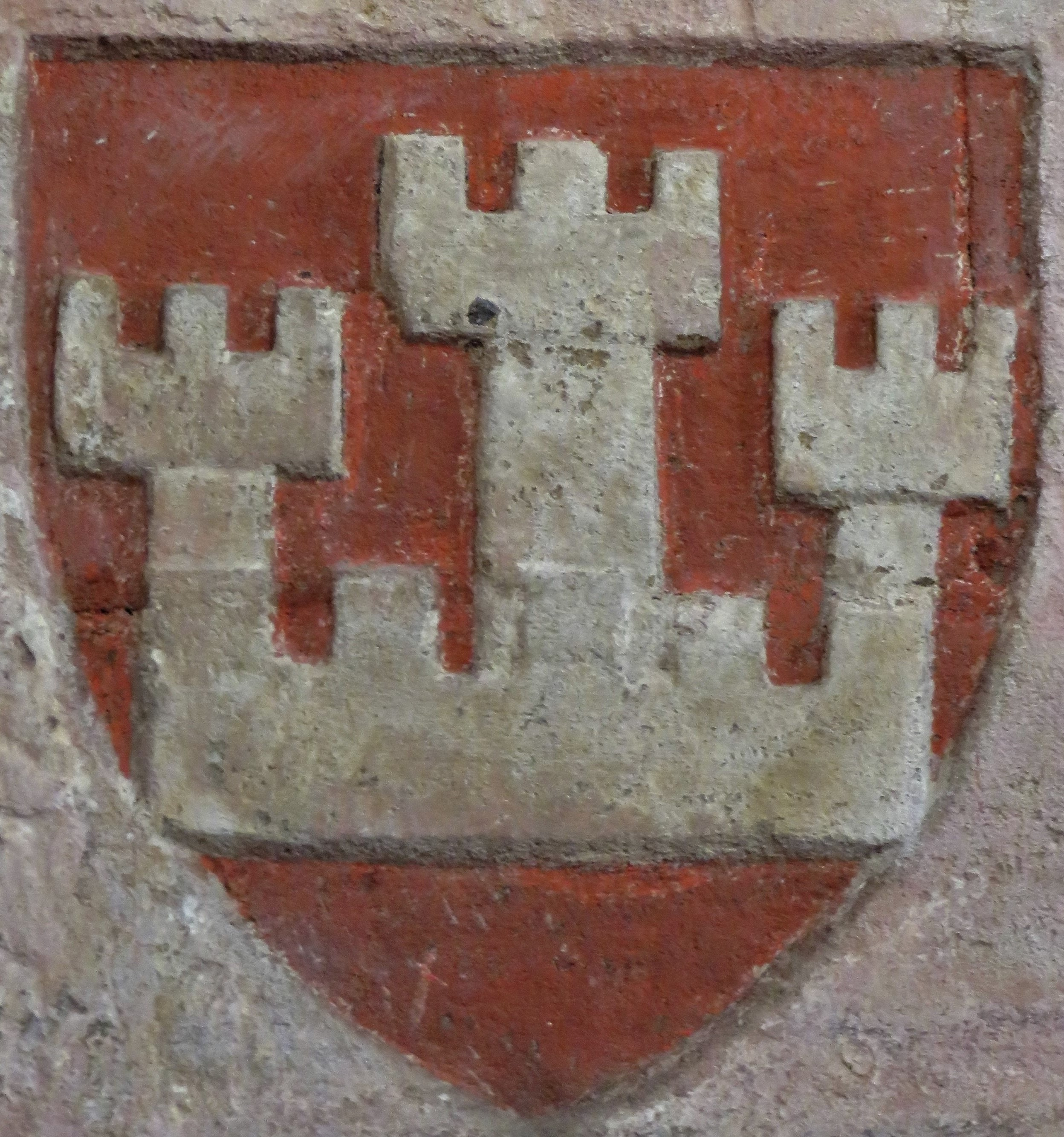
Herb w zamku Lauf z ok. 1360 roku
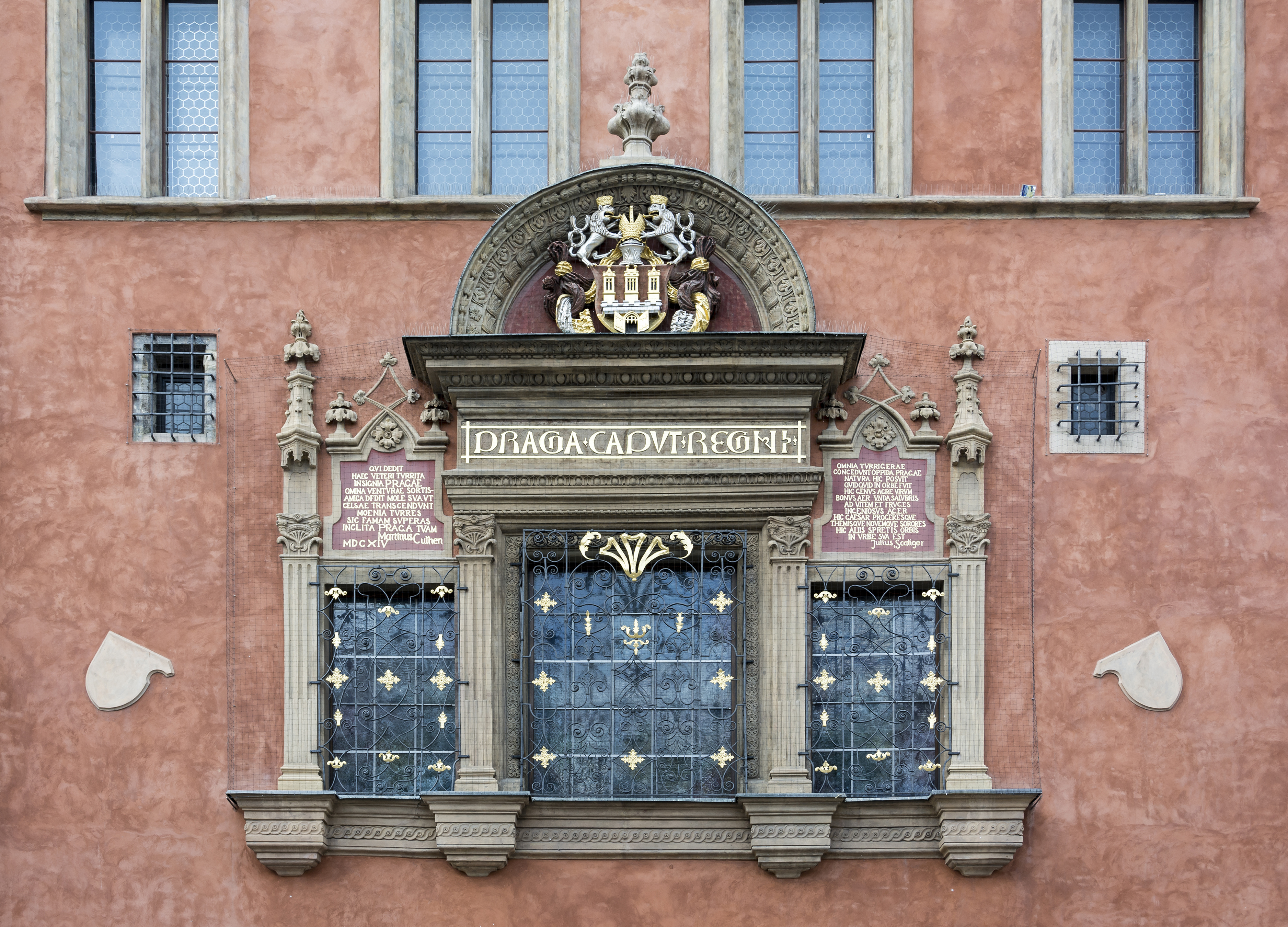
Fragment fasady Ratusza staromiejskiego w Pradze z pierwszym herbem miasta
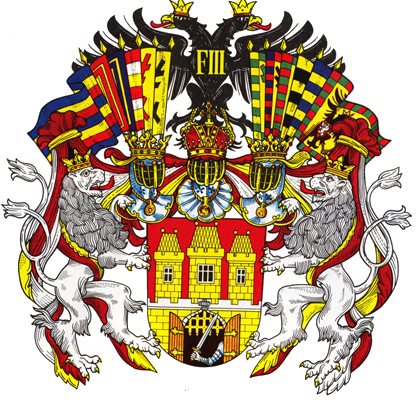
Herb w okresie habsburskim
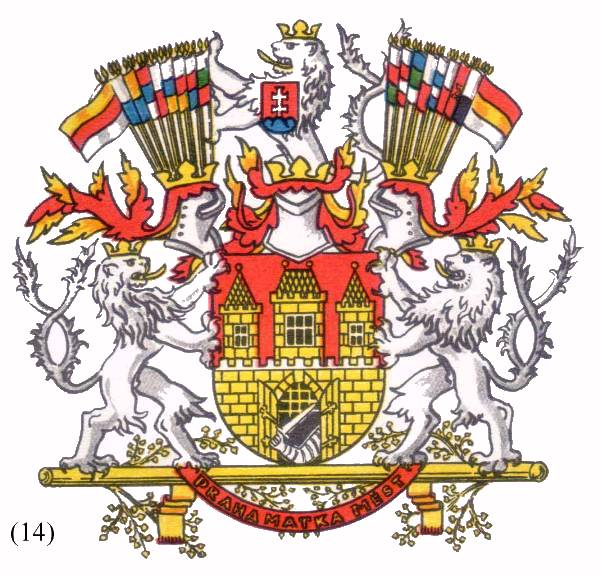
Herb w Czechosłowacji do 1964 roku

## Dzielnice Pragi

Praga 1
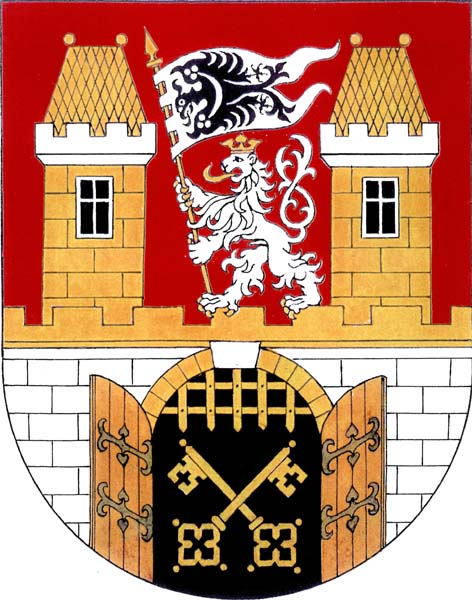
Praga 2
Praga 3
Praga 4
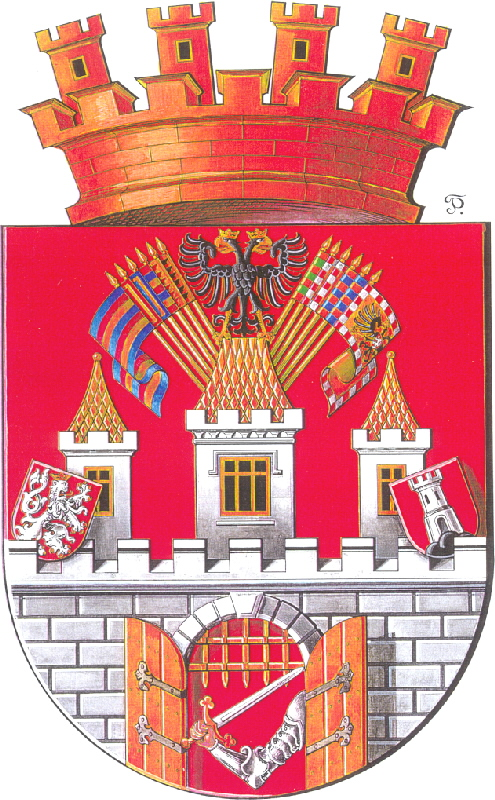
Praga 5
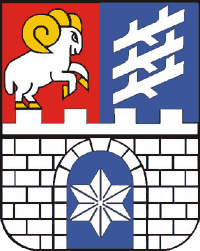
Praga 6
Praga 7
Praga 8
Praga 9
Praga 10
Praga 11
Praga 12
Praga 13
Praga 14
Praga 15
Praga 16
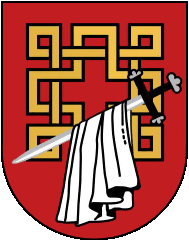
Praga 17
Praga 18
Praga 19
Praga 20
Praga 21
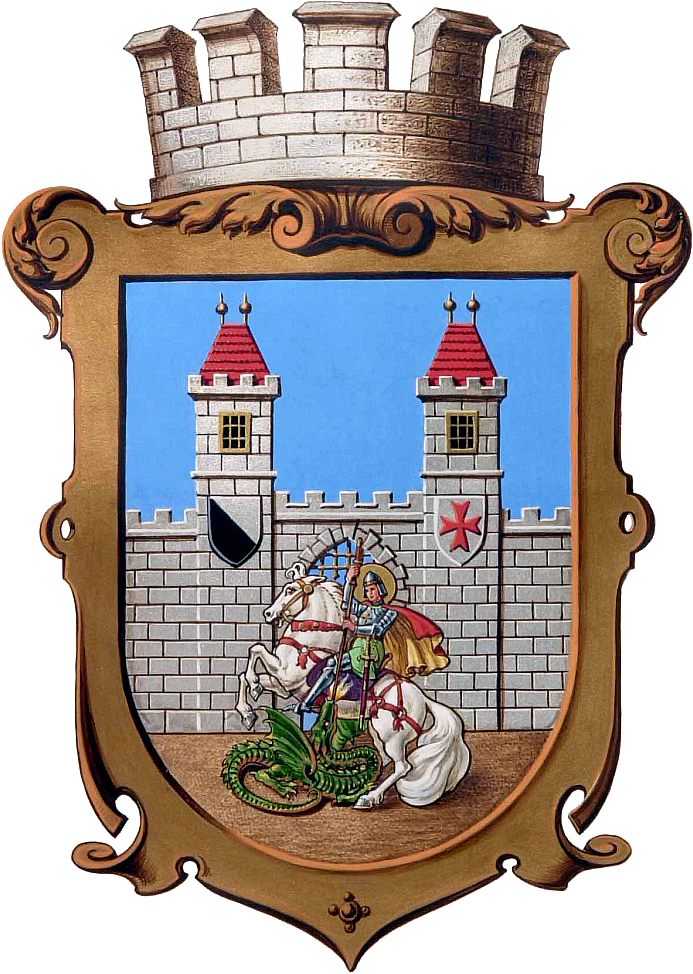
Praga 22